# Salto em queda livre
Salto em queda livre é direcionado com instrução e ajuda do instrutor, ele é de base em que a pessoa se "salte" do avião em movimento com uma container (semelhante a uma mochila) nas costas contendo um paraquedas amarrado com cordas.
A pessoa fica um tempo caindo até atingir certa altitude e abrir o paraquedas, que causará um freio na queda, trazendo segurança no pouso de quem se aventura.